# 石印庙
石印庙，位于中国广东省茂名市信宜市平塘镇平塘圩西南方，为茂名市信宜市的一个市级文物保护单位，类型为古建筑，公布时间为2000年6月18日。
石印庙的历史年代为清代。